# 布克哈德·特斯多普夫
布克哈德·特斯多普夫（德語：Burkhard Tesdorpf，1962年10月6日—），德国男子马术运动员。他曾代表西德参加1984年夏季奥林匹克运动会马术比赛，获得团体三项赛铜牌和个人三项赛第三十九名。